# Meríones (mitologia)
Na mitologia grega, Meríones (em grego clássico: Μηριόνης; romaniz.: Mēriónēs) era o, cretense, filho de Molo e Euippe ou, em outras versões, Melphis. Molo era meio-irmão de Idomeneu. Como outros heróis da mitologia, Meríones era considerado descendente de deuses, visto no destaque como "igual de Ares". Como neto de Deucalião (filho de Minos ), os ancestrais de Meríones incluem Zeus, Europa, Hélios e Pasífae, irmã de Circe. Meríones possuía o capacete de Amintor, que Autólico havia roubado e depois entregado a Anfidamante de Citera. Ele herdou o capacete de seu pai, Molo, e mais tarde o deu a Odisseu, este sendo, curiosamente, o neto de Autólico. Meríones matou, no mínimo, sete homens em Tróia.

## Descrição
Meríones foi descrito pelo cronista Malalas em seu relato da Cronografia como "baixinho, largo, branco, boa barba, olhos grandes, cabelos pretos, cabelos cacheados, rosto achatado, nariz torto, movimento rápido, magnânimo, guerreiro".  Enquanto isso, no relato de Dares, o Frígio, ele foi ilustrado como " cabelos ruivos, de estatura moderada, com um corpo bem proporcionado. Ele era robusto, rápido, impiedoso e facilmente irritado."

## Mitologia

### A Ilíada
Higino lista Meríones como um dos pretendentes de Helena. Isso o teria obrigado a participar da Guerra de Tróia, devido ao juramento. Outras autoridades antigas, porém, não o incluem na lista. Entre estes estão a Bibliotheca e Hesíodo .

### Antesda Ilíada
Embora normalmente não seja incluído entre os personagens principais, Meríones é um dos personagens mais poderosos da Ilíada de Homero. Ele exemplifica os atributos de um herói, sem a arrogância ou orgulho de um. Meríones é mencionado nos Cantos II, IV, V, VII, VIII, IX, X, XIII, XIV, XV, XVI, XVII. Está registrado que ele matou Féreclo, filho de Técton (Canto V), Adamante, filho de Ásio (Canto XIII), Harpálion, filho do Rei Pilémenes (Canto XIII), Móris (Canto XIV), Hipócio (Canto XIV), Acamante (Canto XVI), Láogono, filho de Onetor (Canto XVI). Além disso, feriu Deífobo, filho de Príamo (Canto XIII).

#### Canto II
A primeira referência a Meríones na Ilíada está no Catálogo das Naus do Canto II. Ele é listado ao lado de Idomeneu como um dos líderes dos oitenta navios vindos de Creta. Ele é descrito aqui e nos Livros VIII e XIII como um "igual do assassino Ares ". 

#### Canto VII
Meríones está entre aqueles que se voluntariaram para lutar contra Heitor em combate individual. Os outros foram Agamenon, Diomedes, Ájax Telamónio, Ájax, o Menor, Idomeneu, Eurípilo (filho de Evémon), Toas e Odisseu. A sorte foi lançada para determinar quem entre eles lutaria e Ajax, filho de Télamon, foi escolhido.

#### Canto IX e X
Meríones, junto com Trasimedes, filho de Nestor, foram encarregados de servir como sentinelas do exército aqueu durante um período de avanço troiano. Mais tarde naquela noite, Nestor convocou um espião voluntário entre os capitães e Diomedes deu um passo à frente. Um voluntário foi então solicitado a se juntar a Diomedes e Meríones estava entre os voluntários. Os dois Ajantes, Trasimedes, Menelau e Odisseu também se ofereceram como voluntários. Diomedes escolheu Odisseu. Como Odisseu estava inadequadamente armado, Meríones adquiriu um arco e flechas para ele e deu-lhe o elmo de Amintor.

#### Canto XIII
Depois de lançar sua lança em Deífobo, mas não conseguindo perfurar seu escudo, Meríones retornou à sua tenda para pegar uma nova lança. Ele reencontrou Idomeneu lá: 
| “ | «Meríones, filho de Molo, rápido de pé e mais amado dos camaradas, por que razão aqui chegas, tendo deixado a guerra e a refrega? Será que foste ferido e te lacera a ponta de um dardo, ou vens ao meu encontro com alguma mensagem? Pela minha parte não quero ficar na tenda: quero mas é lutar.» Respondendo-lhe assim falou o prudente Meríones: «Idomeneu, conselheiro dos Cretenses vestidos de bronze! Venho aqui ver se porventura a lança ficou na tenda, para a levar. É que se quebrou a lança que eu levava quando a atirei contra o escudo do presunçoso Deífobo.» Respondendo-lhe assim falou Idomeneu, comandante dos Cretenses: «Lanças, se é isso que queres, encontrarás — uma ou vinte! — dispostas em pé na tenda junto à reluzente entrada: lanças troianas, que arrebatei aos mortos. Pois não penso em lutar contra homens inimigos posicionando-me ao longe; por isso tenho lanças e escudos ornados de bossas e elmos e couraças que brilham reluzentes.» Respondendo-lhe assim falou o prudente Meríones: «Também eu tenho na tenda e na escura nau muitos despojos troianos. Mas não estão perto para que os possa levar. Pois afirmo que nem eu me esqueço da bravura, mas entre os dianteiros me posiciono na luta exaltadora de homens, quando surge o conflito da guerra. Talvez a outro dos Aqueus eu tenha passado despercebido na refrega, mas penso que tu próprio estás ciente de tudo isto.» Respondendo-lhe assim falou Idomeneu, comandante dos Cretenses: «Sei como és valoroso. Por que razão precisas de dizer estas coisas? Pois se agora junto às naus nos reuníssemos, nós os melhores, para uma emboscada, situação em que melhor se avalia o valor dos varões, onde tanto o cobarde como o valente se revelam — é que a pele do cobarde está sempre a mudar de cor, nem o ânimo lhe assenta imperturbável no espírito, mas fica irrequieto e apoia-se ora num pé, ora no outro, e o coração bate com força dentro do peito ao pressentir a morte e na boca lhe chocalham os dentes; porém a cor do valente não se altera nem sente medo em demasia, depois de estar no seu lugar na emboscada de varões: reza é para depressa entrar na cópula da luta funesta —ora nem em tal situação tua força ou teus braços seriam aviltados! E se fosses atingido por um dardo na labutação da refrega, ou ferido por um golpe, não seria por trás ou no pescoço que o projétil te atingiria; mas apanhava-te no peito ou na barriga, no momento de te lançares em frente para namorar os dianteiros. Mas não falemos mais destas coisas como se fôssemos crianças, não vá alguém encolerizar-se de forma desmedida. Vai então à tenda e tira de lá uma lança potente.» | ” |

Meriones pegou uma lança de bronze e seguiu Idomeneu para a batalha:
| “ | Assim falou; e Meríones, igual do célere Ares, rapidamente tirou da tenda a brônzea lança, e seguiu Idomeneu com alta concentração na batalha. Tal como Ares, flagelo dos mortais, entra na guerra, e com ele vai o Terror, seu filho amado, possante e destemido, que põe em fuga até o guerreiro mais corajoso; armam-se ambos para partir da Trácia em direção aos Éfiros ou aos Fleges magnânimos, embora não deem ouvidos a ambos os lados, mas dão a glória ora a uns, ora a outros — assim Meríones e Idomeneu, condutores de homens, foram para a guerra, revestidos de bronze fulgente. | ” |

Os dois foram então reforçar o flanco esquerdo, onde perceberam que os aqueus eram mais fracos, com Meríones na frente. Os dois lutaram contra os troianos, particularmente Deífobo e Enéias. Em retaliação pela morte de Áscalafo, Meríones perfurou Deífobo no ombro com sua lança. Gravemente ferido, Deífobo foi carregado do campo de batalha por seu irmão Polites. Então, Meríones matou Adamante, filho de Ásio, e Harpálion, filho do rei Pilémenes.

#### Cantos XVII e XXIII

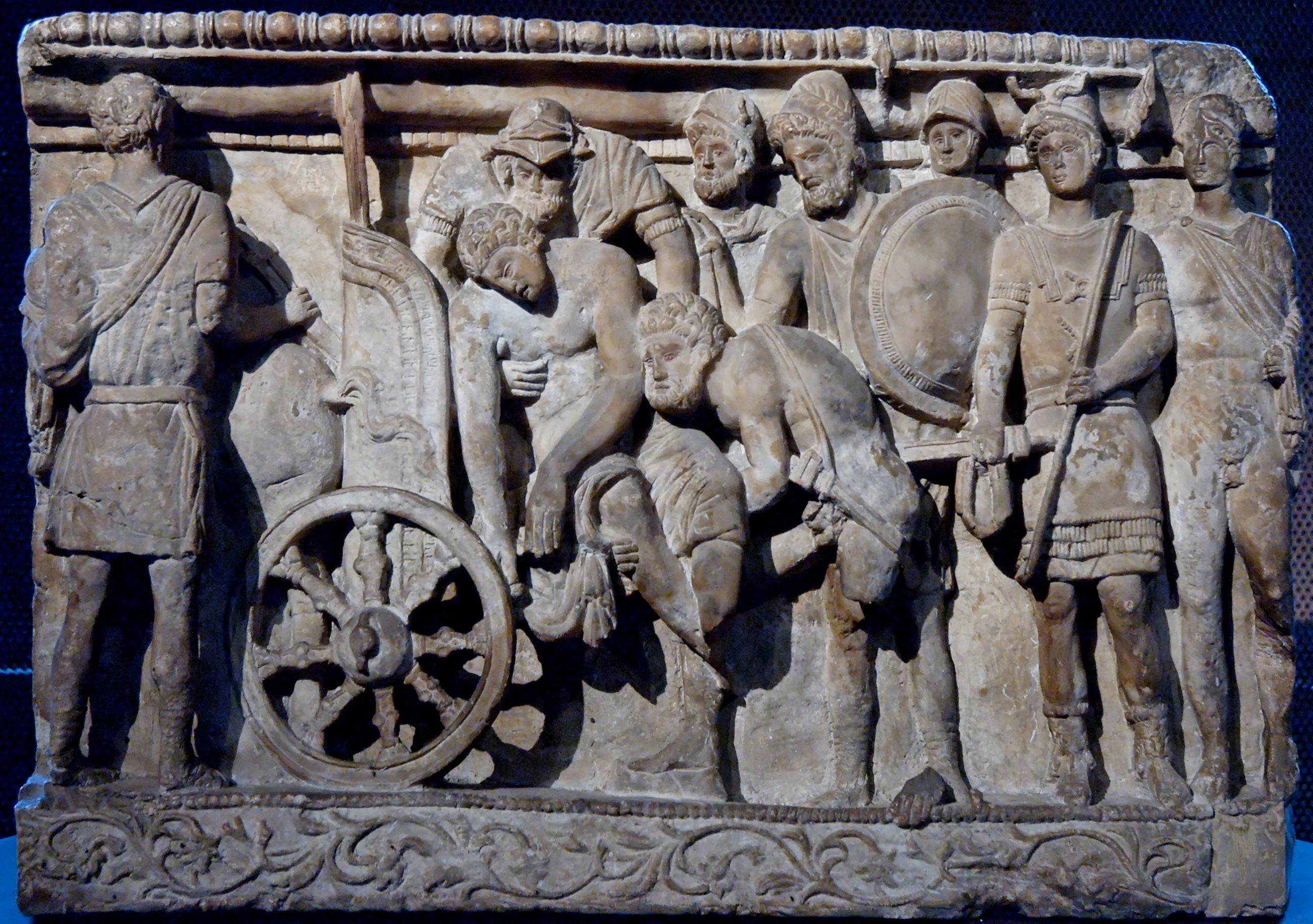
Menelau e Meríones erguem o corpo de Pátroclo (urna etrusca, século II a.C.)

Após a morte de Pátroclo, Menelau convocou Meríones e os dois Ajantes para defenderem o corpo enquanto procurava Antíloco para atuar como mensageiro da notícia a Aquiles. Ao retornar, Menelau e Meríones carregaram o corpo de Pátroclo para fora do campo de batalha enquanto os Ajantes os protegiam contra novos ataques.
Quando a pira funerária de Pátroclo foi construída, Meríones foi uns homens enviados por Agamenon a todas as partes do acampamento para conseguir lenha. Eles derrubaram madeira e a levaram para o local onde Aquiles mais tarde construiria a estrutura.
Meríones competiu em corridas de bigas nos jogos fúnebres. Na largada, ele estava em quarto lugar, atrás de Antíloco, Eumelo e Menelau. Diomedes foi o quinto da fila. Meríones ficou em quarto lugar, atrás de Diomedes, Antíloco e Menelau. Ele é descrito como tendo os cavalos mais lentos e sendo o pior piloto de todos. Seu prêmio foram dois talentos de ouro.
Meríones se saiu consideravelmente melhor na competição de tiro com arco: 
| “ | Para os archeiros colocou Aquiles roxo ferro como prémio: colocou dez machados duplos e dez machados simples. Colocou o mastro de uma nau de escura proa lá longe no areal; e com uma corda fina atou uma pávida pomba pela pata, e ordenou-lhes que contra ela disparassem. «Quem acertar na pávida pomba poderá soerguer e levar para casa os machados duplos. Quem acertar na corda, falhando o alvo da ave, é pior archeiro, pelo que levará os machados simples.» Assim falou; e logo se levantou a Força do rei Teucro; levantou-se Meríones, valoroso escudeiro de Idomeneu. Escolheram as sortes e agitaram-nas num elmo; foi a Teucro que coube o primeiro disparo. De imediato disparou com força a seta, mas não prometeu ao Soberano que lhe daria uma famosa hecatombe de borregos primogénitos. Não acertou na ave, pois tal lho sonegara Apolo. Mas acertou na corda junto da pata, com que a ave estava atada. E a seta amarga cortou a corda completamente; a pomba voou para o céu e a corda ficou pendurada, descaída por terra. Logo os Aqueus gritaram alto. Porém Meríones arrebatou o arco das mãos de Teucro, pois segurara uma seta enquanto Teucro disparava, e de imediato prometeu a Apolo que acerta ao longe uma famosa hecatombe de borregos primogénitos. Muito alto, sob as nuvens, discerniu a pávida pomba: acertou nela em cheio debaixo da asa enquanto rodopiava. A seta trespassou-a por completo e caiu por terra, à frente dos pés de Meríones. Mas a pomba aterrou no mastro da nau de escura proa, com o pescoço de banda e as asas de densas penas descaídas. Rápida lhe fugiu a vida dos membros; caiu longe do mastro. O povo olhava, cheio de espanto. Meríones levantou os dez machados duplos e Teucro levou os simples para as naus recurvas. | ” |

Agamenon e Meríones representaram a competição de lançamento de dardo, mas Aquiles declarou que Agamenon era o maior entre os lançadores de dardo. Ele propôs que Agamenon recebesse o prêmio do caldeirão e concedesse a Meríones a lança de bronze. Agamenon concordou.

### Pós-homérica
Meríones também é um personagem proeminente em Posthomerica de Quinto de Esmirna, seu poema épico, contando a história da Guerra de Tróia, desde a morte de Heitor até a queda de Tróia. No Canto 1, Meríones mata as Amazonas, Evandre e Thermodosa. No Canto 6, junto a Teucro, Idomeneu, Toas e Trasimedes, ele vem em socorro de Agamenon e Menelau e mata o guerreiro peônio, Laopoon. No Canto 8, ele mata Clemus, filho de Peisenor,  e mata Filodamas com uma flecha. No Canto 11, ele mata Lícon. No Canto 12, Meríones é um dos gregos a entrar em Tróia dentro do Cavalo de Tróia. 

## Na ópera de Gluck
Christoph Willibald Gluck deu a Meríones um papel em sua ópera Telêmaco, de 1765, envolvendo esse personagem nas andanças de Odisseu após a Guerra de Tróia (o que não é atestado na Odisseia original de Homero, na qual a ópera foi baseada).